# Sinh sản

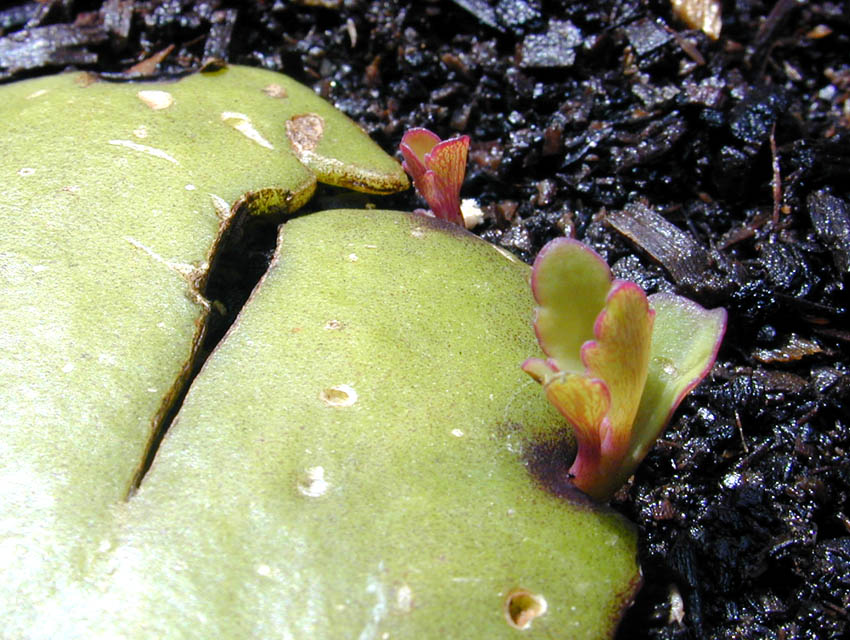
Các cá thể mới mọc lên theo rìa của lá Kalanchoë pinnata. Cây con cao khoảng 1 cm.

Sinh sản là quá trình sinh học mà các sinh vật đơn lẻ mới - "con đẻ" - được tạo ra từ "cha mẹ" của chúng. Sinh sản là một tính năng cơ bản của tất cả cuộc sống được biết đến; mỗi sinh vật riêng lẻ tồn tại như là kết quả của sinh sản. Có hai hình thức sinh sản: vô tính và hữu tính.
Trong sinh sản vô tính, một sinh vật có thể sinh sản mà không có sự tham gia của một sinh vật khác. Sinh sản vô tính không giới hạn ở các sinh vật đơn bào. Nhân bản vô tính của một sinh vật là một hình thức sinh sản vô tính. Bằng cách sinh sản vô tính, một sinh vật tạo ra một bản sao di truyền giống hệt hoặc giống hệt nhau. Sự phát triển của sinh sản hữu tính là một câu đố lớn đối với các nhà sinh học. Chi phí gấp hai lần sinh sản hữu tính là chỉ có 50% sinh vật sinh sản  và sinh vật chỉ truyền 50% gen của chúng.
Sinh sản hữu tính thường đòi hỏi sự tương tác tình dục của hai sinh vật chuyên biệt, gọi là giao tử, chứa một nửa số lượng nhiễm sắc thể của các tế bào bình thường và được tạo ra bởi meiosis, điển hình là một con đực thụ tinh một con cái cùng loài để tạo ra hợp tử được thụ tinh. Điều này tạo ra các sinh vật con có đặc điểm di truyền có nguồn gốc từ hai sinh vật cha mẹ.

## Sinh sản vô tính
Sinh sản vô tính là quá trình tạo ra một sinh vật mới với các đặc điểm giống hệt cá thể ban đầu mà không có sự đóng góp vật liệu di truyền của một cá thể khác. Vi khuẩn phân chia vô tính bằng cách nhân đôi; virus kiểm soát các tế bào chủ để tạo ra nhiều virus hơn; Thủy tức (các dạng không xương sống thuộc bộ Hydroidea) và nấm men có thể tạo ra bằng cách budding (mọc chồi). Các sinh vật này không có sự khác biệt về giới tính, và chúng có thể chia tách thành hai hay nhiều cá thể.
Một số loài có khả năng sinh sản vô tính, như thủy tức, nấm men (Xem Giao phối của nấm men) và sứa, cũng có thể sinh sản hữu tính. Chẳng hạn, hầu hết các loài thực vật đều có khả năng sinh sản sinh dưỡng, không có hạt hoặc bào tử, nhưng cũng có thể sinh sản hữu tính. Tương tự như vậy, vi khuẩn có thể trao đổi thông tin di truyền bằng cách phân chia.
Ví dụ, hầu hết thực vật có khả năng sinh sản sinh dưỡng—hình thức sinh sản mà không cần hạt hoặc bào tử—nhưng cũng có thể sinh sản hữu tính. Tương tự, vi khuẩn có thể biến đổi thông tin di truyền bằng bằng cách tiếp hợp. Những cách sinh sản vô tính khác như trinh sản, phân đoạn và sự phát sinh bào tử chỉ liên quan đến sự phân bào có tơ. Trinh sản là sự lớn lên và phát triển của phôi hoặc mầm mà không cần sự thụ tinh từ con đực. Trinh sản thường gặp trong tự nhiên ở một số loài bao gồm cả thực vật bậc thấp (được gọi là sinh sản không dung hợp), động vật không xương sống (như bọ chét nước, bọ rầy xanh, ong và ong ký sinh (parasitic wasp), và Động vật có xương sống (như một số 
động vật bò sát, cá, và hiếm hơn là chim và cá mập). Hình thức này đôi khi cũng được dùng để miêu tả cách thức sinh sản ở những loài lưỡng tính có khả năng tự thụ tinh.

## Sinh sản hữu tính

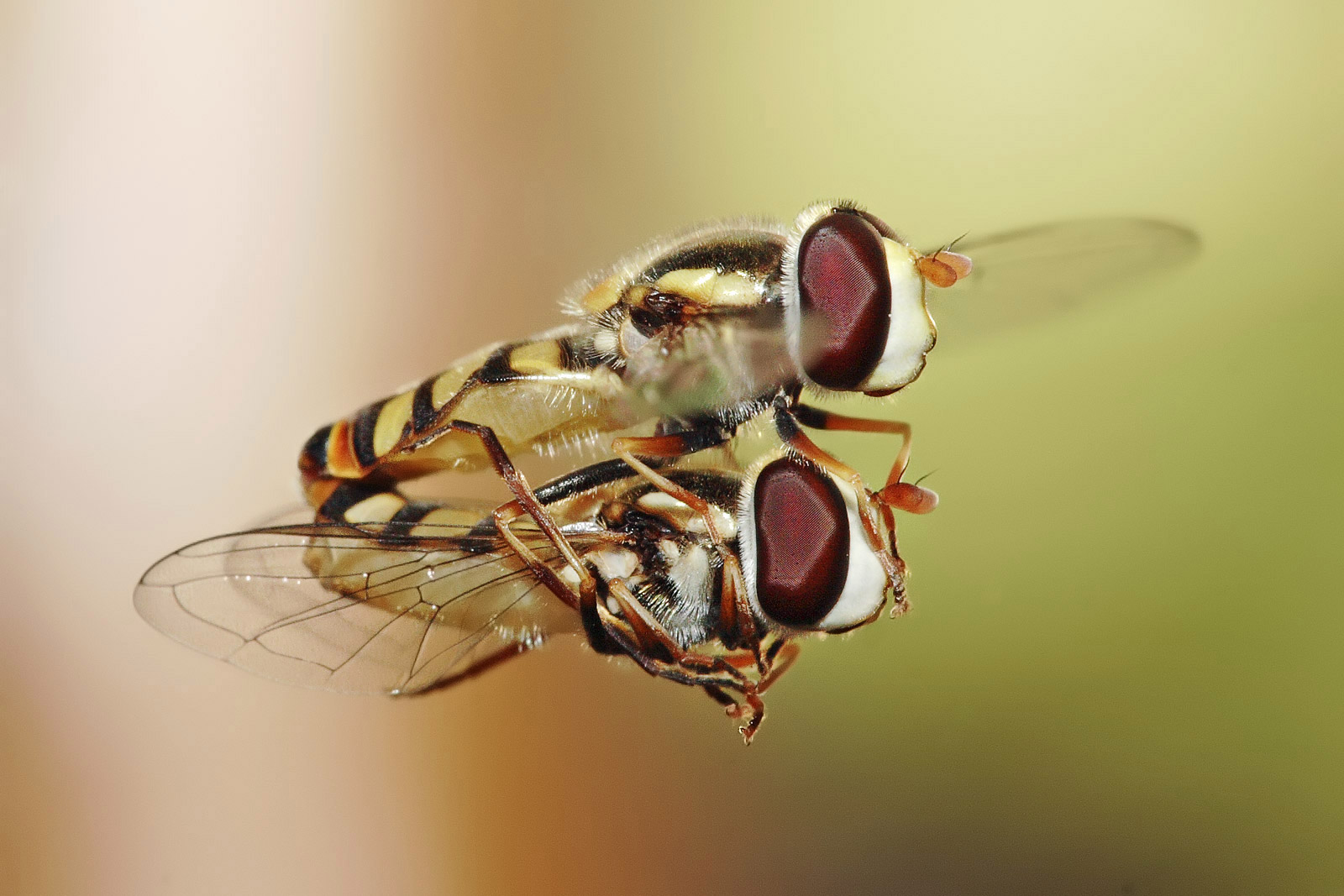
Ruồi giả ong giao phối khi đang bay

Sinh sản hữu tính là một quá trình sinh học tạo ra các sinh vật mới bằng cách kết hợp vật liệu di truyền từ hai các thể khác nhau của loài. Mỗi sinh vật bố mẹ góp một nửa yếu tố di truyền tạo ra giao tử đơn bội. Hầu hết sinh vật tạo ra hai kiểu giao tử khác nhau. Trong các loài bất đẳng giao (anisogamous), hai giới tính gồm đực (sản xuất tinh trùng hay tiểu bào tử) và cái (sản xuất trứng hay đại bào tử). Trong loài đẳng giao (isogamous), các giao tử là tương tự hoặc giống hệt nhau về hình dạng, nhưng có thể chia tách thuộc tính và sau đó chúng có thể được đặt những tên gọi khác nhau. Ví dụ, trong tảo lục, Chlamydomonas reinhardtii, chúng có các giao tử dạng "cộng" và "trừ". Một vài sinh vật như ciliates, chúng có nhiều hơn hai loại giao.
Ví dụ, trong tảo xanh, Chlamydomonas reinhardtii, có cái gọi là giao tử "cộng" và "trừ". Một vài loại sinh vật, chẳng hạn như nhiều loại nấm và trùng lông Paramecium aurelia,  có nhiều hơn hai "giới tính", được gọi là syngens. Hầu hết động vật (bao gồm cả con người) và thực vật sinh sản hữu tính. Các sinh vật sinh sản hữu tính có các bộ gen khác nhau cho mọi tính trạng (được gọi là alen). Con cái thừa hưởng một alen cho mỗi tính trạng từ mỗi bố mẹ. Do đó, con cái có sự kết hợp của gen của bố mẹ. Người ta tin rằng "việc che giấu các alen nguy hiểm ủng hộ sự tiến hóa của pha lưỡng bội chiếm ưu thế ở các sinh vật xen kẽ giữa các pha đơn bội và lưỡng bội" khi sự tái tổ hợp diễn ra tự do.
Rêu có sinh sản hữu tính, nhưng các sinh vật lớn hơn và thường thấy là đơn bội và tạo ra giao tử. Các giao tử hợp nhất để tạo thành hợp tử phát triển thành túi bào tử, từ đó tạo ra các bào tử đơn bội. Giai đoạn lưỡng bội tương đối nhỏ và tồn tại ngắn so với giai đoạn đơn bội, tức là sự thống trị đơn bội. Ưu điểm của lưỡng bội, dị hợp, chỉ tồn tại trong thế hệ lưỡng bội. Các loài rêu duy trì sinh sản hữu tính mặc dù thực tế là giai đoạn đơn bội không được hưởng lợi từ dị hợp tử. Đây có thể là một dấu hiệu cho thấy sinh sản hữu tính có những lợi thế khác với dị hợp, chẳng hạn như tái tổ hợp di truyền giữa các thành viên của loài, cho phép biểu hiện một phạm vi tính trạng rộng hơn và do đó làm cho quần thể có thể sống sót qua sự biến đổi môi trường.

### Dị giao (allogamy)
Dị giao là sự thụ tinh của sự kết hợp các giao tử từ hai bố mẹ, nói chung là noãn từ một cá thể với tinh trùng của một cá thể khác. (Ở các loài không đồng nhất, hai loại giao tử sẽ không được định nghĩa là tinh trùng hoặc noãn.)

### Đồng giao (autogamy)
Tự thụ tinh, còn được gọi là tự thụ tinh, xảy ra ở các sinh vật lưỡng tính trong đó hai giao tử hợp nhất trong quá trình thụ tinh đến từ cùng một cá thể, ví dụ, nhiều thực vật có mạch, một số trùng lỗ, và một số trùng lông. Thuật ngữ "tự thụ phấn" đôi khi được thay thế cho thụ phấn tự thụ (không nhất thiết dẫn đến thụ tinh thành công) và mô tả quá trình tự thụ phấn trong cùng một bông hoa, phân biệt với thụ phấn đơn tính, chuyển phấn hoa sang một bông hoa khác trên cùng một cây có hoa, hoặc trong một cây hạt trần đơn tính cùng gốc.

### Nguyên phân và giảm phân
Nguyên phân và giảm phân là những kiểu phân chia tế bào. Nguyên phân xảy ra ở tế bào xôma, còn nguyên phân xảy ra ở giao tử.
Nguyên phân Số kết quả của các tế bào trong quá trình nguyên phân là gấp đôi so với số lượng các tế bào gốc. Số lượng nhiễm sắc thể trong tế bào con bằng số lượng nhiễm sắc thể của tế bào bố mẹ.
Giảm phân Số lượng tế bào kết quả gấp bốn lần số lượng tế bào ban đầu. Điều này dẫn đến các tế bào có một nửa số lượng nhiễm sắc thể có trong tế bào mẹ. Một tế bào lưỡng bội tự nhân đôi, sau đó trải qua hai lần phân chia (tứ bội thành lưỡng bội thành đơn bội), trong quá trình này hình thành bốn tế bào đơn bội. Quá trình này xảy ra trong hai giai đoạn, giảm phân I và giảm phân II.

## Đồng giới
Trong những thập kỷ gần đây, các nhà sinh học phát triển đã nghiên cứu và phát triển các kỹ thuật để tạo điều kiện thuận lợi cho việc sinh sản đồng giới. Các phương pháp rõ ràng, tùy thuộc vào số lượng hoạt động ngày càng tăng, là tinh trùng cái và trứng đực, với tinh trùng cái gần trở thành hiện thực đối với con người, vì các nhà khoa học Nhật Bản đã tạo ra tinh trùng cái cho gà. "Tuy nhiên, tỷ lệ tinh trùng mang nhiễm sắc thể W (mang W) được tạo ra đã giảm xuống đáng kể so với kỳ vọng. Do đó, người ta kết luận rằng hầu hết PGC mang W không thể biệt hóa thành tinh trùng vì quá trình sinh tinh bị hạn chế. "  Vào năm 2004, bằng cách thay đổi chức năng của một vài gen liên quan đến quá trình in dấu, các nhà khoa học Nhật Bản khác đã kết hợp hai quả trứng chuột để tạo ra chuột con  và vào năm 2018, các nhà khoa học Trung Quốc đã tạo ra 29 con chuột cái từ hai con chuột cái mẹ nhưng không thể sinh ra con cái khả thi. từ hai con chuột đực.

## Chiến lược
Có một loạt các chiến lược sinh sản được sử dụng bởi các loài khác nhau. Một số loài động vật, chẳng hạn như con người và gannet phương bắc, không đạt đến độ thành thục về mặt tình dục trong nhiều năm sau khi sinh và thậm chí sau đó sinh ra một vài con. Những người khác sinh sản nhanh chóng; nhưng, trong những trường hợp bình thường, hầu hết con cái không sống sót đến tuổi trưởng thành. Ví dụ, một con thỏ (trưởng thành sau 8 tháng) có thể sinh ra 10–30 con mỗi năm, và một con ruồi giấm (trưởng thành sau 10–14 ngày) có thể sinh tới 900 con mỗi năm. Hai chiến lược chính này được gọi là chọn lọc K (ít con) và chọn lọc r (nhiều con). Chiến lược nào được sự tiến hóa ủng hộ phụ thuộc vào nhiều trường hợp. Động vật có ít con có thể dành nhiều nguồn lực hơn cho việc nuôi dưỡng và bảo vệ từng cá thể con, do đó giảm nhu cầu sinh nhiều con. Mặt khác, động vật có nhiều con có thể dành ít tài nguyên hơn cho mỗi cá thể con; Đối với những loại động vật này, nhiều con cái chết ngay sau khi sinh, nhưng vẫn có đủ cá thể sống sót để duy trì dân số. Một số sinh vật như ong mật và ruồi giấm giữ lại tinh trùng trong một quá trình gọi là lưu trữ tinh trùng, do đó làm tăng thời gian thụ thai của chúng.

### Các loại khác
- Động vật đa vòng sinh sản không liên tục trong suốt cuộc đời của chúng.
- Các sinh vật bán thân chỉ sinh sản một lần trong đời, chẳng hạn như cây hàng năm (bao gồm tất cả các loại cây ngũ cốc), và một số loài cá hồi, nhện, tre và cây thế kỷ. Thông thường, chúng chết ngay sau khi sinh sản. Điều này thường được kết hợp với chiến lược r.
- Các sinh vật lặp lại tạo ra con cái theo chu kỳ liên tiếp (ví dụ hàng năm hoặc theo mùa), chẳng hạn như cây lâu năm. Động vật lặp lại tồn tại qua nhiều mùa (hoặc thay đổi điều kiện định kỳ). Điều này liên quan nhiều hơn đến chiến lược K.

## Sinh sản vô tính so với sinh sản hữu tính

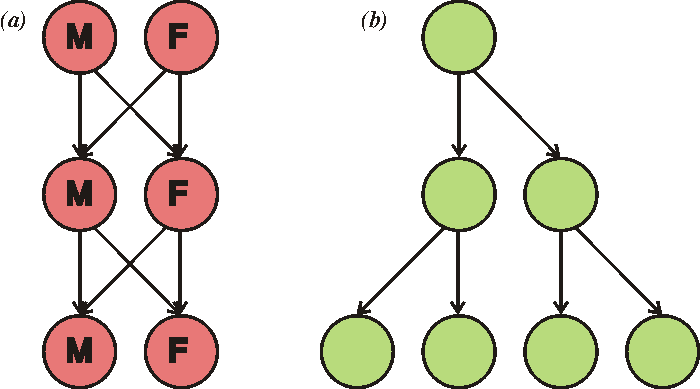
Minh họa chi phí gấp đôi của sinh sản hữu tính. Nếu mỗi sinh vật góp phần tạo ra số lượng con như nhau (hai), (a) quần thể vẫn giữ nguyên kích thước mỗi thế hệ, trong đó (b) quần thể vô tính tăng gấp đôi kích thước mỗi thế hệ.

Các sinh vật sinh sản thông qua sinh sản vô tính có xu hướng phát triển số lượng theo cấp số nhân. Tuy nhiên, vì chúng dựa vào đột biến để tìm các biến thể trong DNA của chúng, nên tất cả các thành viên của loài đều có những điểm yếu giống nhau. Các sinh vật sinh sản hữu tính tạo ra số lượng con cái ít hơn, nhưng số lượng lớn các biến đổi trong gen của chúng làm cho chúng ít bị bệnh hơn.
Nhiều sinh vật có thể sinh sản hữu tính cũng như vô tính. Rệp, nấm mốc, hải quỳ, một số loài sao biển (do phân mảnh), và nhiều loài thực vật là những ví dụ. Khi các yếu tố môi trường thuận lợi, sinh sản vô tính được sử dụng để khai thác các điều kiện thích hợp để tồn tại như nguồn cung cấp thức ăn dồi dào, nơi ở đầy đủ, khí hậu thuận lợi, dịch bệnh, độ pH tối ưu hoặc sự kết hợp thích hợp của các yêu cầu lối sống khác. Các quần thể sinh vật này tăng lên theo cấp số nhân thông qua các chiến lược sinh sản vô tính để tận dụng tối đa nguồn cung cấp dồi dào.
Khi nguồn thức ăn cạn kiệt, khí hậu trở nên khắc nghiệt, hoặc sự tồn tại của cá thể bị đe dọa bởi một số thay đổi bất lợi khác trong điều kiện sống, những sinh vật này chuyển sang hình thức sinh sản hữu tính. Sinh sản hữu tính đảm bảo sự trộn lẫn vốn gen của loài. Các biến thể được tìm thấy ở con cái sinh sản hữu tính cho phép một số cá thể thích hợp hơn để tồn tại và cung cấp cơ chế thích nghi có chọn lọc xảy ra. Giai đoạn meiosis của chu kỳ sinh dục cũng cho phép sửa chữa đặc biệt hiệu quả các tổn thương DNA (xem Meiosis).    Ngoài ra, sinh sản hữu tính thường dẫn đến việc hình thành một giai đoạn sống có khả năng chịu đựng các điều kiện đe dọa thế hệ con cái của cặp bố mẹ vô tính. Vì vậy, hạt giống, bào tử, trứng, nhộng, nang hoặc các giai đoạn "quá đông" khác của quá trình sinh sản hữu tính đảm bảo sự tồn tại trong thời gian không thuận lợi và sinh vật có thể "chờ đợi" các tình huống bất lợi cho đến khi xảy ra sự thay đổi trở lại phù hợp.

## Cuộc sống không có sinh sản
Sự tồn tại của sự sống mà không có sự sinh sản là chủ đề của một số suy đoán. Nghiên cứu sinh học về nguồn gốc của sự sống tạo ra các sinh vật tái sản xuất từ các yếu tố không sinh sản như thế nào được gọi là abiogenesis. Cho dù có xảy ra một số sự kiện abiogenetic độc lập hay không, các nhà sinh vật học tin rằng tổ tiên phổ quát cuối cùng của tất cả sự sống hiện tại trên Trái Đất sống cách đây khoảng 3,5 tỷ năm.
Các nhà khoa học đã suy đoán về khả năng tạo ra sự sống không sinh sản trong phòng thí nghiệm. Một số nhà khoa học đã thành công trong việc sản xuất các loại virus đơn giản từ các vật liệu hoàn toàn không sống. Tuy nhiên, virus thường được coi là không sống. Chỉ là một chút RNA hoặc DNA trong một viên nang protein, chúng không có quá trình trao đổi chất và chỉ có thể tái tạo với sự hỗ trợ của bộ máy trao đổi chất của một tế bào bị xâm nhập.
Việc tạo ra một sinh vật thực sự sống (ví dụ như một vi khuẩn đơn giản) không có tổ tiên sẽ là một nhiệm vụ phức tạp hơn nhiều, nhưng có thể là khả thi ở một mức độ nào đó theo kiến thức sinh học hiện tại. Một bộ gen tổng hợp đã được chuyển vào một vi khuẩn hiện có, nơi nó thay thế DNA bản địa, dẫn đến việc sản xuất nhân tạo một sinh vật M. mycoides mới.
Có một số cuộc tranh luận trong cộng đồng khoa học về việc liệu tế bào này có thể được coi là tổng hợp hoàn toàn hay không  vì bộ gen được tổng hợp hóa học là bản sao gần như 1: 1 của bộ gen tự nhiên và tế bào nhận là vi khuẩn tự nhiên.. Viện Craig Venter duy trì thuật ngữ "tế bào vi khuẩn tổng hợp" nhưng họ cũng làm rõ "... chúng tôi không coi đây là" tạo ra sự sống từ đầu "mà là chúng tôi đang tạo ra sự sống mới từ sự sống đã tồn tại bằng cách sử dụng DNA tổng hợp". Venter có kế hoạch cấp bằng sáng chế cho các tế bào thí nghiệm của mình, nói rằng "chúng rõ ràng là phát minh của con người". Những người sáng tạo ra nó gợi ý rằng việc xây dựng 'cuộc sống tổng hợp' sẽ cho phép các nhà nghiên cứu tìm hiểu về cuộc sống bằng cách xây dựng nó, thay vì xé nó ra. Họ cũng đề xuất mở rộng ranh giới giữa sự sống và máy móc cho đến khi cả hai trùng nhau để mang lại "sinh vật thực sự có thể lập trình". Các nhà nghiên cứu liên quan nói rằng việc tạo ra "sự sống sinh hóa tổng hợp thực sự" là tương đối gần với công nghệ hiện tại và rẻ so với nỗ lực cần thiết để đưa con người lên Mặt trăng.

## Nguyên tắc xổ số
Sinh sản hữu tính có nhiều nhược điểm, vì nó đòi hỏi nhiều năng lượng hơn sinh sản vô tính và làm chuyển hướng các sinh vật khỏi các mục đích khác, và có một số tranh luận về lý do tại sao nhiều loài sử dụng nó. George C. Williams đã sử dụng vé số như một phép loại suy trong một lời giải thích cho việc sử dụng rộng rãi hình thức sinh sản hữu tính. Ông cho rằng sinh sản vô tính, tạo ra ít hoặc không có đa dạng di truyền ở con cái, giống như mua nhiều vé mà tất cả đều có cùng một số lượng, hạn chế cơ hội "trúng thưởng" - tức là sinh ra những con còn sống. Ông lập luận rằng sinh sản theo giới tính giống như mua ít vé hơn nhưng với số lượng nhiều hơn và do đó cơ hội thành công cao hơn. Điểm của sự tương đồng này là vì sinh sản vô tính không tạo ra các biến dị di truyền, nên có rất ít khả năng thích nghi nhanh chóng với môi trường thay đổi. Nguyên tắc xổ số ngày nay ít được chấp nhận hơn vì bằng chứng cho thấy sinh sản vô tính phổ biến hơn trong môi trường không ổn định, ngược lại với những gì nó dự đoán. 